# 잠 못 이루는 섹스
"잠 못 이루는 섹스"는 2016년에 개봉한 대한민국의 영화이다.

## 캐스팅
- 제희
- 신주영
- 이지오
- 김은경
- 다나
- 이나
- 양은성